# Marc Raymond
Marc Raymond (Martigny, 8 de noviembre de 1968) es un escultor suizo.

## Biografía
Raymond se formó en la Escuela de Tallado de Madera de Brienz.
Trabaja con madera pintada y contrachapado para crear esculturas abstractas.
Sus obras han sido expuestas en galerías y centros culturales de Suiza, Canadá, Francia, Alemania, Portugal y Grecia, en exposiciones individuales y colectivas.